# Place Meissonnier
La place Meissonnier ou Meissonier est une place du 1er arrondissement de Lyon, en France. Elle occupe un angle dégagé au croisement des rues Paul-Chenavard, du Plâtre et de la Platière. La place est de forme carrée et seulement une maison à quatre étages au sud et un angle au nord lui appartiennent. Nommée en l'honneur de l'artiste Ernest Meissonier, elle abrite en son centre, une fontaine dite Monument à Jean-Pierre Pléney, l'un des deux frères qui ont donné leur nom à la toute proche rue Pléney.

## Odonymie

### MeissonnierouMeissonier?
La place honore le peintre Ernest Meissonier dont l'orthographe du patronyme est attestée avec un seul n. Les sources sont toutefois divergentes pour ce qui est du nom de la place. Si les principaux auteurs, Maurice Vanario, Louis Maynard et Alphonse Vachet consacrent des notices à la « place Meissonnier » avec deux n, l'orthographe avec un seul n est également, en juin 2020, attestée sur l'une des trois plaques ornant la place.

### Dénominations antérieures
- Place Saint-Pierre

## Historique
La place aurait été ouverte par les protestants en 1562 à la place du cimetière Saint-Sorlin et porte le nom de place du Puits-Ranco. La place Meissonnier avait déjà pris sa forme à la fin du XVIIIe siècle face à l’église de l’abbaye des dames de Saint Pierre (avant, elle était place Saint Pierre). L'ancienne rue Saint-Pierre tire son nom de l'église Saint-Pierre, abbatiale de l'abbaye de Saint-Pierre-les-Nonnains qui abrite aujourd'hui le musée des beaux-arts de Lyon, et précisément dans l'église, la glyptothèque. Elle prend le nom de place Meissonnier en juillet 1891, du nom du peintre et sculpteur lyonnais Ernest Meissonier (1815-1891), l'un des artistes français les plus célèbres à cette époque, mort en janvier de cette année-là.

## Monuments
- Une partie de l'église Saint-Pierre-des-Terreaux donne sur la place.
- La Statue de saint Pierre, située sur l'immeuble se trouvant à l'angle de la rue Paul-Chenavard et de la place Meissonnier, est une sculpture de Joseph Fabisch, datée 1860 ou 1866[6]
- Monument à Jean-Pierre Pléney, 1897, de Joseph Bourgeot.

Vues de la place Meissonnier
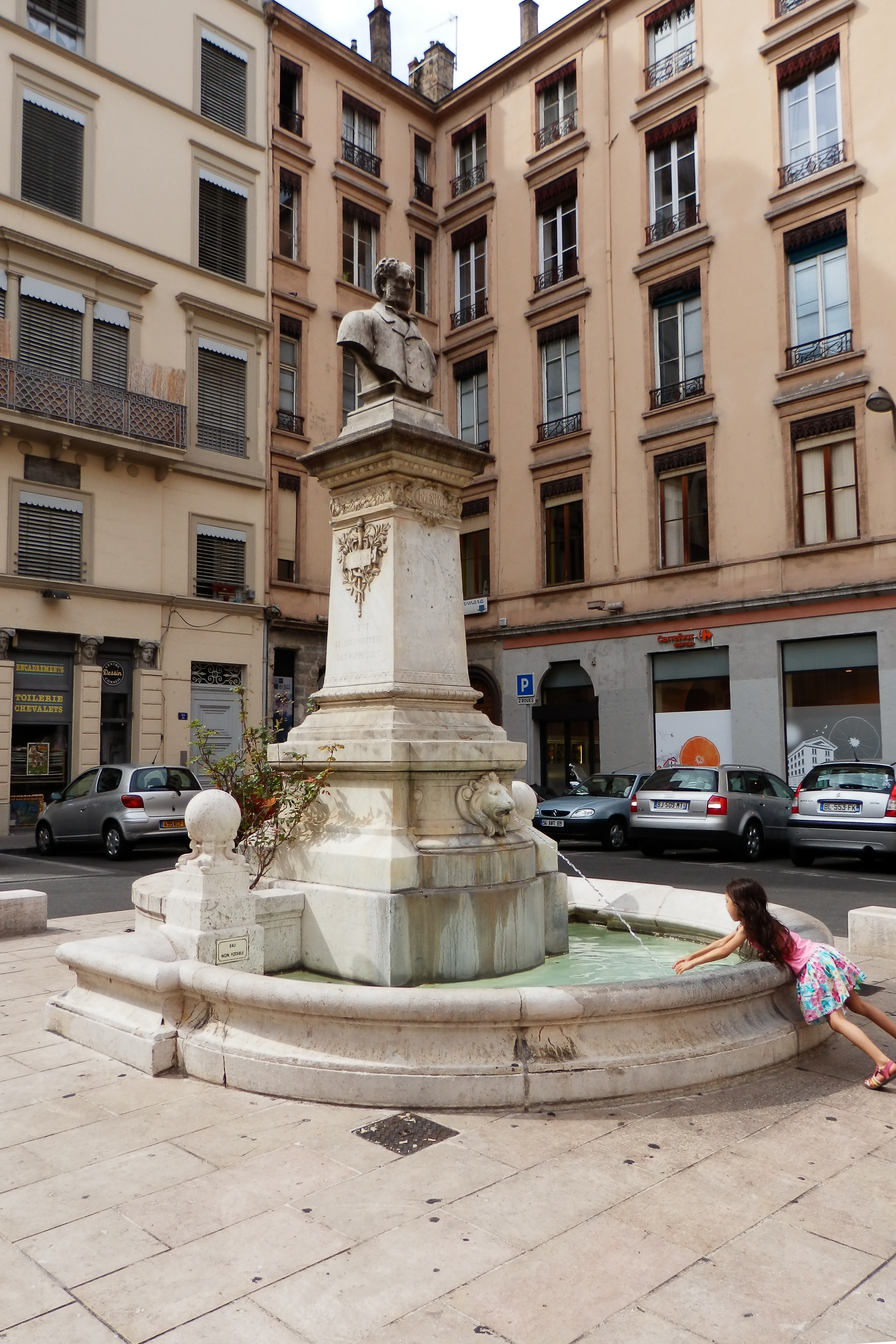
Le Monument à Jean-Pierre Pléney au centre de la place, vue vers le nord-ouest.
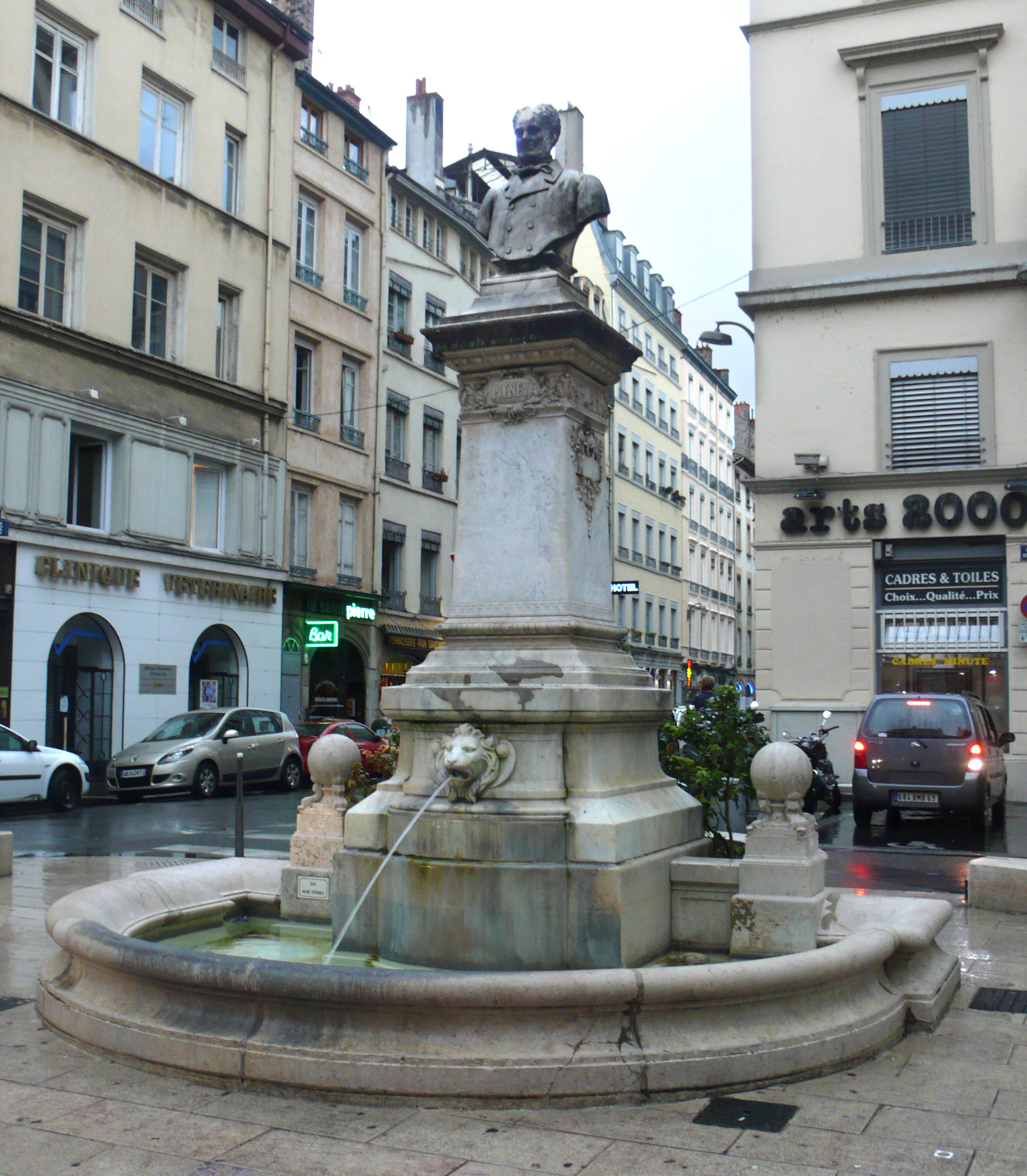
Monument à Jean-Pierre Pléney, et vue vers le sud-ouest et la rue de la Platière.
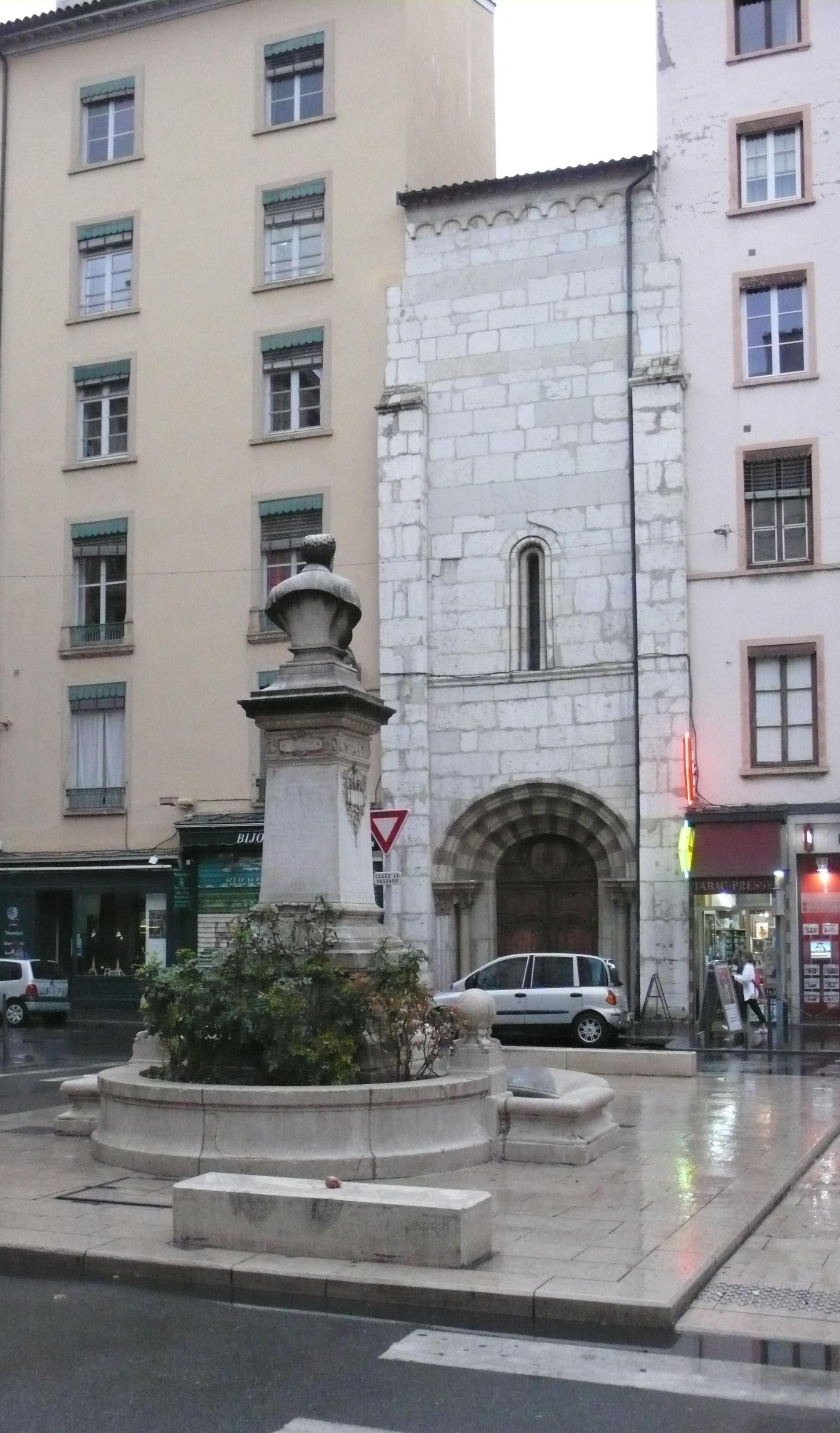
L'église Saint-Pierre sur le flanc est de la place.